# A Certain Scientific Accelerator
To aru Kagaku no Accelerator (яп. とある科学の一方通行 (アクセラレータ) Toaru Kagaku no Akuserarēta) — серия манги, созданная японским писателем Кадзумой Камати и проиллюстрированная Аратой Ямадзи, выпускалась Dengeki Daioh с декабря 2013 года по июль 2020 года. Манга является спин-офф серии ранобэ «To Aru Majutsu no Index», действие которой происходит до и во время событий этой серии. Тето Тачицу опубликовал спин-офф мангу под названием A Certain Idol Accelerator-sama (яп. とある偶像の一方通行さま To Aru Idol no Accelerator-sama) с 2015 по 2018 год.
Адаптация аниме-телесериала J.C.Staff транслировалась с 12 июля по 27 сентября 2019 года.

## Сюжет
После защиты «Last Order» ценой большей части своей силы, Акселератор оказывается втянутым в новый конфликт в виде зловещей организации под названием «Disciplinary Action», которая планирует использовать «Last Order». Теперь, когда они привели свой план в действие и преследуют девочку, самый могущественный эспер в мире и его новоявленная спутница Эстер Розенталь должны защитить «Last Order» и защитить Академ-сити.

## Персонажи
Акселератор (яп. アクセラレータ Акусэрарэ:та)
Сэйю — Нобухико Окамото
Бывший «Сильнейший эспер в Академия-Сити», но теперь он может использовать лишь половину своей силы, сражаясь всего 15 минут.. Настоящее имя неизвестно. Выглядит и ведёт себя как законченный садист, но на самом деле, такая же жертва экспериментов, как клоны Мисаки. Взял на себя более героическую роль, защищая маленькую девочку «Last Order» — 20001 клон Мисаки. Окружающие боятся и ненавидят его за эту силу. . Его сила — «Изменение векторов», форма телекинеза, позволяющая ему изменять направление векторов любой вещи, которой он коснётся. Эта возможность позволяет Акселератору совершать такие изменения, как, например, изменение направления потока крови, в организме человека. Его способность автоматическая, это означает, что он должен подсознательно позволять силе тяжести воздействовать на него. Также его тело блокирует ультрафиолетовые лучи, следовательно, его волосы белые и кожа светлая, то есть тело не вырабатывает меланин. Очень привязан к Last Order, но не показывает вида.
Был привезён в Академия Сити в раннем возрасте, когда его сила впервые проявилась, но из-за отсутствия понимания его способностей, люди боялись Акселератора и в некоторых случаях пытались убить. Из-за многочисленных покушений на его жизнь и множества экспериментов Акселератор стал замкнутым и эгоистичным. Он перестал понимать людей, за исключением Кикё Ёсикавы — единственной из учёных, которая заботилась о нём и спасла жизнь.
Last Order (яп. 打ち止め Uchidome) (Букв.:Последний заказ)
Сэйю — Рина Хидака
20001 сестра, внешне похожа на десятилетнюю Мисаку. Является последним клоном Мисаки Микото. Она — «сервер-хранитель» общей памяти всех сестёр. Более энергичная и жизнерадостная, чем старшие сёстры. В конце фразы добавляет «сказала Мисака-Мисака».
Акселератор спасая её в первый раз, называет «малявку», ему выстреливает в голову человек по имени Ао Амай, задевая мозг. Из-за этого ранения он потерял свои вычислительные способности и способность изменять векторы предметов. Но с помощью сети Мисак удалось в какой-то мере восстановить эту способность.
Эстер Розенталь (яп. エステル＝ローゼンタール Esuteru＝Rōzentāru)
Сэйю — Юрика Кубо
Наследная глава древнего рода Розенталь. Её род более 400 лет занимался магией созидания големов и преследует цель создания «идеального голема». С этой же целью она прибыла в Академ-сити.

## Медиа

### Манга

#### To aru Kagaku no Accelerator
To aru Kagaku no Ippōtsūkō (とある科学の一方通行), публиковалась ASCII Media Works, С 26 июля 2014 года по 27 августа 2020 года, в журнале Dengeki Daioh. Состоит из 63 глав в 12 томах.
- Автор оригинала — Кадзума Камачи.
- Иллюстратор — Син Ямаджи.
- Дизайн персонажей — Киётака Хаймура и Син Ямаджи.

| №             | Дата публикации  | ISBN                   |
| ------------- | ---------------- | ---------------------- |
| 1             | 26 Июля, 2014    | ISBN 978-4-04-866702-9 |
| - Главы 1-3   |                  |                        |
| 2             | 27 Ноября, 2014  | ISBN 978-4-04-866988-7 |
| - Главы 4-8   |                  |                        |
| 3             | 27 апреля, 2015  | ISBN 978-4-04-869345-5 |
| - Главы 9-13  |                  |                        |
| 4             | 27 октября, 2015 | ISBN 978-4-04-865430-2 |
| - Главы 14-18 |                  |                        |
| 5             | 27 мая, 2016     | ISBN 978-4-04-892121-3 |
| - Главы 19-24 |                  |                        |
| 6             | 26 ноября, 2016  | ISBN 978-4-04-892430-6 |
| - Главы 25-30 |                  |                        |
| 7             | 26 августа, 2017 | ISBN 978-4-04-892917-2 |
| - Главы 31-37 |                  |                        |
| 8             | 24 марта, 2018   | ISBN 978-4-04-893719-1 |
| - Главы 38-43 |                  |                        |
| 9             | 11 октября, 2018 | ISBN 978-4-04-912054-7 |
| - Главы 44-48 |                  |                        |
| 10            | 26 Июня, 2019    | ISBN 978-4-04-912586-3 |
| - Главы 49-52 |                  |                        |
| 11            | 26 марта, 2020   | ISBN 978-4-04-913114-7 |
| - Главы 53-58 |                  |                        |
| 12            | 27 августа, 2020 | ISBN 978-4-04-913394-3 |
| - Главы 59-63 |                  |                        |

#### To Aru Idol no Accelerator-sama
To Aru Gūzō no Ippōtsūkō-sama (とある偶像の一方通行さま), публиковалась ASCII Media Works, С 26 ноября 2016 года по 25 декабря 2018 года, в журнале Dengeki Daioh. Состоит из 39 глав в 4 томах.
- Автор оригинала — Кадзума Камачи.
- Иллюстратор — Татэцу Тет.
- Дизайн персонажей — Киётака Хаймура и Син Ямаджи.

| №             | Дата публикации  | ISBN                   |
| ------------- | ---------------- | ---------------------- |
| 1             | 26 ноября, 2016  | ISBN 978-4-04-892363-7 |
| - Главы 1-10  |                  |                        |
| 2             | 26 августа, 2017 | ISBN 978-4-04-892916-5 |
| - Главы 11-19 |                  |                        |
| 3             | 24 марта, 2018   | ISBN 978-4-04-893715-3 |
| - Главы 20-29 |                  |                        |
| 4             | 25 декабря, 2018 | ISBN 978-4-04-912240-4 |
| - Главы 30-39 |                  |                        |

### Аниме-сериал
7 октября 2018 года, во время «Осеннего фестиваля Дэнгеки, посвященного 25-летию Денгэки Бунко», было объявлено, что «To aru Kagaku no Accelerator» будет адаптирован в аниме-телесериале. За экранизацию сериала взялся J.C.Staff и режиссер Нобухару Каманака, Кенджи Сугихара занимается композицией серии, а Йохей Яэгаши разрабатывает персонажей, композитор — Майко Юти. Двенадцать эпизодов транслировались с 12 июля по 27 сентября 2019 года на AT-X, Tokyo MX, MBS и BS11. Funimation лицензировала аниме за пределами Азии. Muse Communication организовала трансляцию сериала, в Юго-Восточной Азии, на своем YouTube канале Muse Asia.

#### Список серий
| 1 | Акселератор — сильнейший эспер Академграда /Accelerator «Gakuentoshi saikyō nōryoku-sha/Akuserarēta» (学園都市最強能力者) | 12 июля 2019 года     |
| В больницу, где Акселератор оправляется от раны, которую он получил, защищая «Last Order», заявляются группа эсперов, с намерением убить его. | |                       |
| 2 | Некромант: Заклинатель мёртвых /Necromancer «Shiryōjutsushi/Nekuromansā» (死霊術師)                                       | 19 июля 2019 года     |
| Эстер Розенталь, девушка, обладающая способностью воскрешать мертвых, сбегает из плена и обращается за помощью к Акселератору. | |                       |
| 3 | Числа: Знаки несчастья /Numbers «Shikyō no fu/Nanbāzu» (四凶の符)                                                         | 26 июля 2019 года     |
| Акселератор дает приют Эстер, пока они продолжают расследование о «DA», организации, которая хочет использовать её силу. | |                       |
| 4 | Третий номер: Фальшивая душа Като /Third Number «Giji konpaku-ka to/Sādo Nanbā» (擬似魂魄・禍斗)                          | 2 августа 2019 года   |
| «DA» решает выступить против Высшего совета Академ-сити, которые в ответ посылают команду убийц, «Мусорщиков», чтобы избавиться от них. | |                       |
| 5 | DA: Тьма хранителей /DA «Jǐng bèi yuán no àn/DA» (警備員の闇)                                                             | 9 августа 2019 года   |
| Анти-Навык атакует убежище «DA», и их битва обостряется с появлением «Мусорщиков». | |                       |
| 6 | Мусорщики: Отряд трупоедов /Scavenger «Shī cān bùduì/Sukabenjā» (屍喰部隊)                                                | 16 августа 2019 года  |
| После битвы «Мусорщики» атакуют Эстер, чтобы похитить клон Мисаки, который она защищает, пока Акселератор не прибывает, чтобы помочь ей. | |                       |
| 7 | Загрузка: Ограниченное время /Download «Seigen jikan/Daunrōdo» (制限時間)                                                 | 23 августа 2019 года  |
| Сразу после спасения клона Мисаки от «Мусорщиков», Акселератор должен преследовать три мощных отряда мехов, которые захватили её. | |                       |
| 8 | Друг: Хируми /Friend «Hiru mi/Furendo» (蛭魅)                                                                             | 30 августа 2019 года  |
| Флешбэк: Эстер, обманом убедили принять участие в исследованиях, якобы связанных с силами эспера в человеческом теле. Там она подружилась с Хисигатой Хируми, сестрой исследователя Хисигаты Микихико. Хируми вскоре умерает, и Эстер воскрешает её, однако обнаруживает, что в неё вселился злой дух. Она узнаёт, что на самом деле, исследования были посвящены усилению сил эспера через усиление физического тела, что в конечном итоге это привело к созданию «Гробов».                                                                      | |                       |
| 9 | Воспоминания о смерти: 10000 и 31 смерть /Memory of Death «10031-Kai no shi/Memorī obu Desu» (10031回の死)                | 6 сентября 2019 года  |
| Акселератор продолжает сражаться с мехами, в результате ему удаётся отбить клон Мисаки. Однако Хисигата, успел скопировать большую часть данных, и начинает усилять Хируми. Эстер пытается его остановить. | |                       |
| 10 | Катастрофа: Пробуждение /Catastrophe «Mezame/Katasutorofu» (目覚め)                                                       | 13 сентября 2019 года |
| Хируми, видя раненого брата, мутирует из-за духа в её теле, и начинает атаковать окружающих. | |                       |
| 11 | Идеальный голем: Совершенное тело /Perfect Golem «Kanzen karada/Pāfekuto Goremu» (完全体)                                 | 20 сентября 2019 года |
| Хируми начитает переходить на 6-й уровень, Акселератор пытается её остановить. | |                       |
| 12 | Тот, кого нужно защищать /Something to Protect «Mamoru beki mono» (まもるべきもの)                                        | 27 сентября 2019 года |
| Эстер, клон Мисаки и Хото останавливают Хируми. Микихико умирает от раны рядом с ней. Однако оставшейся энергия грозит разрушить город, но Акселератор успевает направить её в космос. Акселератор вновь оказывается в больнице. Эстер освобождает тело Хитогавы Хасами от Хото. Клон Мисаки и «Last Order» борются за то, кто будет ухаживать за Акселератором. Акселератор пьёт кофе на крыше, вдруг кто-то стреляет в банку, сверху падает сумка, из которой выпадает девушка, вдали происходят взрывы. Акселератор вновь ввязывается в драку. | |                       |
| Спешл | Let's jump out «Tobidase Ippou-san - Hachamecha Kaishingeki» (飛び出せ一方さん ハチャメチャ快進撃)                        | 30 октября 2019 года  |